# Przesunięcia w przekładzie
Przesunięcia w przekładzie (ang. translation shifts) – pojęcie z dziedziny teorii przekładu, które opisuje zmiany zachodzące w procesie przenoszenia struktur gramatycznych z języka źródłowego do języka docelowego, związane  ze strukturalnymi różnicami zachodzącymi pomiędzy danymi językami. Pojęcie to zostało wprowadzone przez brytyjskiego językoznawcę Johna Catforda w połowie lat sześćdziesiątych XX wieku. 

## Geneza  pojęcia
Pojęcie przesunięć wywodzi się z językoznawczej teorii ekwiwalencji sformułowanej przez Johna Catforda. Wyróżnił on dwa typy ekwiwalencji: ekwiwalencja tekstualną (textual equivalence) i korespondencję formalną (formal correspondence). Ekwiwalencja tekstualna zachodzi kiedy w określonym przypadku tekst lub fragment tekstu docelowego jest ekwiwalentem tekstu lub fragmentu tekstu źródłowego. Korespondencja formalna natomiast występuje kiedy dana kategoria języka docelowego (jednostka, struktura językowa itd.) odgrywa, w miarę możliwości, podobną rolę w systemie języka źródłowego. Przesunięcia są odejściami od korespondencji formalnej w procesie przekładu z języka źródłowego do języka docelowego, zarówno na poziomie gramatycznym jak i leksykalnym. 

## Typologia
Catford wyróżnia dwa podstawowe typy przesunięć: przesunięcia poziomów językowych (level shifts) i przesunięcia kategorii językowych (category shifts). Przesunięcia poziomów językowych zachodzą między poziomem gramatycznym i leksykalnym. Przesunięcia kategorii językowych zachodzą kiedy jednostka językowa tekstu źródłowego danego typu jest oddana w języku docelowym jako jednostka innego rodzaju albo kiedy pomiędzy systemami dwóch języków  pojawiają się różnice w strukturze, różnice w klasie językowej lub różnice pojęciowe. 